# Fanny Clar
Fanny Clar, geboren als Clara Fanny Olivier, (* 17. Februar 1875 in Paris; † 24. Februar 1944 ebenda) war eine französische Journalistin und Schriftstellerin, die auch für ihre sozialistische, pazifistische und feministische Haltung bekannt war. Ihr literarisches Werk umfasst Romane, Gedichte, Theaterstücke und Geschichten für Kinder.

## Leben
Fanny Clars Eltern waren Optiker. Sie war mit Émile Célié verheiratet und hatte mit ihm einen Sohn, Jean, der 1897 geboren wurde. Später lebte sie mit dem Künstler Raphaël Diligent zusammen. Diligent illustrierte auch Bücher Clars. Ihr Enkel war der Maler François Clar

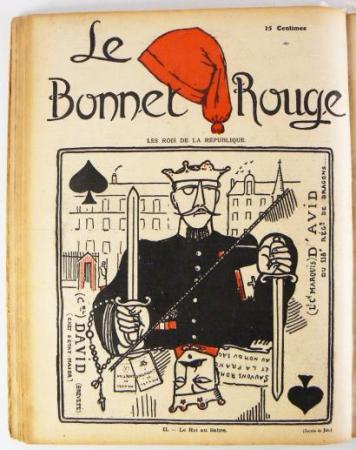
Le Bonnet Rouge, 1914

1904 schrieb Fanny Clar unter dem Pseudonym Francine für Le Libertaire. Dort lernte sie Miguel Almereyda, den Vater von Jean Vigo, kennen und blieb mit ihm in Kontakt. Sie war Mitglied der 1908 von Francisco Ferrer gegründeten Ligue internationale pour l’éducation rationnelle de l’enfance (Internationale Liga für die rationale Erziehung der Kindheit). Ab 1912 schrieb sie in der antimilitaristischen Zeitung La Guerre sociale eine wöchentliche Kolumne für Frauen mit dem Titel „Notre coin“ (Unsere Ecke). Im November 1913 arbeitete sie zusammen mit Miguel Almereyda für die Zeitung Le Bonnet rouge. Ihr Liebesroman La Rose de Jéricho (Die Rose von Jericho) erschien ab dem 7. Oktober 1916 als Fortsetzungsroman in L’Humanité. In der Zwischenkriegszeit schrieb sie für La Voix de femmes und arbeitete mit ihrem Sohn Jean Célié für verschiedene sozialistische Zeitungen wie Le Travail de Seine-et-Marne, Floréal, Le Populaire oder Le Peuple.
1920 wurde sie von Louis Marchand wegen ihrer Schriften aus dem Jahr 1915 in seinem Buch L’offensive morale des Allemands, en France, pendant la guerre (Die moralische Offensive der Deutschen in Frankreich während des Krieges) des Defätismus und der Demoralisierung beschuldigt. Gemeinsam mit ihrem Mann Jean Célié unterzeichnete sie 1922 eine Unterstützungsliste für die Rehabilitierung des im Gefängnis verstorbenen Miguel Almereyda. Neben zahlreichen Artikeln in verschiedenen Zeitungen und Zeitschriften schrieb Fanny Clar auch Romane, Gedichte und Theaterstücke. Die Société des gens de lettres nahm sie 1924 auf.
1932 erschienen ihre Artikel in Le Soir (Kunstteil), L’Ère nouvelle (Frauenteil), Le Peuple de Bruxelles, Vu und L’Âge heureux. In der Zeitschrift Vu schrieb sie einen Kommentar zu acht Fotografien von Brassaï mit dem Titel Un homme tombe dans la rue (Ein Mann fällt auf die Straße) über die Menschenansammlung nach einem Unfall, in dem sie feststellte, dass ein Menschenleben gleichzeitig wenig und viel bedeutet. Sie adaptierte auch ausländische Werke wie Les premiers épis (Die ersten Episoden) von José M. del Hogar (mit Jeanne Aubert-Gris).
Jean Vigo engagierte sie für die Statistenrolle der Mutter von Juliette in dem Film L’Atalante (1934).

## Werke
- Céline petite bourgeoise, 1919.

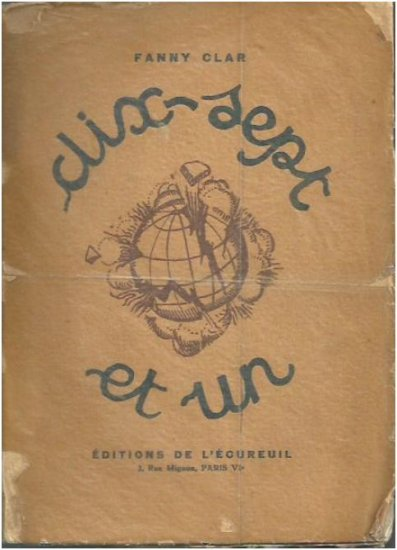
Umschlag Dix-sept et un

- Les Jacques, Paris : Floréal, sans date (1923), Éditions de la Rose Rouge, 1926.[12]
- Les trois souhaits de Babette, Éditions de la jeunesse. Publications mensuelle. Janvier 1928, Nr. 4, éditeur l’École émancipée.
- La Ronde de la maison, Buch mit gängiger Lektüre für den Schüler-Vorbereitungskurs (1. Jahr), für Kindergartenklassen und Vorschulen, Éditions Montaigne, 1928.
- Vitivit et sa nichée: histoire d'une famille de pinsons mit Lucien Descaves, Éditions de la Rose Rouge, 1931.
- La Colombe blessée, 1932.
- L’enfant sans larmes, Éditions Administration 39–41, Passage Choiseul, 1932.
- L’Appel de l'homme de l’usine, du chantier, manifeste mit Cresson, Diligent und Flament, 1932.
- Sans rimes ... non sans raisons, Éditions de la Rose rouge, 1935 (Gedichte).
- L'île aux épouvantails, Éditions E.S.I., 1935.
- Nous allons jouer, Theater der Kleinen den Großen gewidmet. Zeichnungen von R. Diligent, Jos. Vermaut, 1935.
- Dix-sept et un, Illustrationen von Raphaël Diligent, 1938.
- Le jardin des mille soucis, 1939 (Gedichte).
- Les Mains enchantées, Illustrationen von Raphaël Diligent und Jean Clar[4], Éditions de l'Ecureuil, 1924, 1939, 1946, 1959.
- La Maison des sept compagnons, mit Albert Bernet, 1947.